# Jared Moshe
Jared Moshe es un director, guionista y productor de cine independiente estadounidense. Escribió y dirigió Aporia (2023), Dead Man's Burden (2012) y The Ballad of Lefty Brown (2017).   También ha producido Destricted (2006), Kurt Cobain: About a Son (2006), Low and Behold (2007), Beautiful Losers (2008), Corman's World: Exploits of a Hollywood Rebel (2011) y Silver Tongues (2011).

## Primeros años de vida
Creció en Chappaqua, Nueva York. Se graduó de Horace Greeley High School y Amherst College.  

## Largometrajes
Dead Man's Burden
La primera película western Dead Man's Burden, protagonizad por Clare Bowen, David Call y Barlow Jacobs,se estrenó en el Festival de Cine de Los Ángeles de 2012.  También fue estrenada en cines por Cinedigm.  La revista Paste nombró la película como uno de los "100 mejores westerns de todos los tiempos". 
The Ballad of Lefty Brown
En 2017, escribió y dirigió The Ballad of Lefty Brown, protagonizada por Bill Pullman, Kathy Baker, Jim Caviezel, Tommy Flanagan y Peter Fonda.  La película se estrenó en el festival South by Southwest de 2017, donde fue adquirida para su distribución por A24. 
Aporia
El tercer largometraje, el drama de ciencia ficción y baja ficción Aporia, protagonizado por Judy Greer, Edi Gathegi, Payman Maadi y Faithe Herman. La película fue estrenada en cines por Well Go USA en 2023. 

## Carrera
Comenzó su carrera como productor con el largometraje Kurt Cobain: About a Son, estrenado en el Festival de Cine de Toronto de 2006y nominado a un premio Independent Spirit. La película fue producida bajo Sidetrack Films, una compañía de financiación y producción de Moshe.  Entre las otras películas producidas por Moshe se encuentran Low and Behold, estrenada en el Festival de Cine de Sundance de 2007,  y Beautiful Losers, proyectada en el Festival de Cine SXSW de 2008  y en elFestival de Cine de Locarno de 2008. 
Fue productor ejecutivo del largometraje documental, Corman's World: Exploits of a Hollywood Rebel, que explora la carrera del director Roger Corman.  Las celebridades entrevistadas incluyen a Robert De Niro, Quentin Tarantino, Jack Nicholson, Martin Scorsese y Ron Howard. La película se proyectó en el Festival de Cine de Sundance  y en el Festival de Cine de Cannes de 2011.  Fue distribuido por A&E. 
También produjo Silver Tongues, protagonizada por Lee Tergesen y Enid Graha, estrenada en el Festival de Cine de Slamdance 2011, recibió el Premio del Público a la Mejor Película Narrativa,  y fue nominada para un Premio Independent Spirit.  La película fue estrenada por Virgil Films.